# Obroatis roseipalpis
Obroatis roseipalpis är en fjärilsart som beskrevs av William Schaus 1912. Obroatis roseipalpis ingår i släktet Obroatis och familjen nattflyn. Inga underarter finns listade i Catalogue of Life.